# Счастливое (Бериславский район)
Счастли́вое (укр. Щасливе; до 2016 г. — Ка́рло-Ма́рксовское, до 1946 г. — Гофенталь) — село в Великоалександровской поселковой общине Бериславского района Херсонской области Украины.
Почтовый индекс — 74141. Телефонный код — 5532. Код КОАТУУ — 6520985003.

## Население
Население по переписи 2001 года составляло 129 человек.

### Языковой состав
Родной язык населения по данным переписи 2001 года:
| Язык       | Численность, чел. | Доля     |
| ---------- | ----------------- | -------- |
| Украинский | 128               | 99,22 %  |
| Другое     | 1                 | 0,78 %   |
| Итого      | 129               | 100,00 % |

## История
Немецкое лютеранское село Гофенталь основано в 1924 г. В 1946 году переименовано в Карло-Марксовское.